# Pilea foetida
Pilea foetida är en nässelväxtart som beskrevs av Ignatz Urban och Ekman. Pilea foetida ingår i släktet pileor, och familjen nässelväxter. Inga underarter finns listade i Catalogue of Life.